# Massimo Pianforini
Massimo Pianforini (Serrungarina, 2 febbraio 1890 – Fano, 11 ottobre 1966) è stato un attore italiano, attivo in teatro, cinema e televisione.

## Biografia
Figlio di un medico chirurgo, dopo aver abbandonato gli studi fece il suo esordio sul palcoscenico nel 1909, a diciannove anni, come caratterista accanto a celebri attori come Ermete Zacconi, Ermete Novelli, Ruggero Ruggeri, Armando Falconi, Annibale Ninchi, Maria Melato e Irma Gramatica, recitando nei maggiori teatri italiani.
Nel 1938 è il duca in Come vi piace di William Shakespeare per la regia di Jacques Copeau al Giardino di Boboli a Firenze. Più avanti formerà una propria compagnia con Carlo Micheluzzi e, nel 1941, colse un personale successo con le recite de I masnadieri da Friedrich Schiller, diretto da Guido Salvini. Nel 1957 fu tra gli interpreti della prima rappresentazione del dramma di Federico Zardi I Giacobini al Piccolo Teatro di Milano, diretto da Giorgio Strehler. Dal 1924, anno d'inizio delle trasmissioni radiofoniche italiane, fu uno dei primi annunciatori e speaker del Giornale Radio.
Sul grande schermo fece il suo esordio nel 1937 e fino al 1960 partecipò a una ventina di film, tra cui è da rilevare la sua interpretazione di Simone in L'edera di Augusto Genina (1950). In televisione partecipò a un buon numero di originali e sceneggiati, dal 1958 fino al 1964: lavorò molto con Anton Giulio Majano, ma le sue ultime interpretazioni sono con Sandro Bolchi; ne Il mulino del Po interpretò mastro Subbia, e ne I miserabili impersonò Fauchelevent, sedici anni dopo aver preso parte anche alla versione cinematografica diretta da Riccardo Freda, dove interpretava il ruolo di un vescovo.
Morì a Fano all'età di 76 anni. Il comune di Serrungarina, davanti alla sua casa natale, ha posto una targa ricordo a lui dedicata.

## Filmografia

### Cinema
- Il dottor Antonio, regia di Enrico Guazzoni (1937)
- Amicizia, regia di Oreste Biancoli (1938)
- Per uomini soli, regia di Guido Brignone (1938)
- La sposa dei Re, regia di Duilio Coletti (1938)
- Il conte di Bréchard, regia di Mario Bonnard (1938)
- Batticuore, regia di Mario Camerini (1939)
- Il cavaliere di San Marco, regia di Gennaro Righelli (1939)
- La peccatrice, regia di Amleto Palermi (1940)
- L'orizzonte dipinto, regia di Guido Salvini (1941)
- L'attore scomparso, regia di Luigi Zampa (1941)
- Rossini, regia di Mario Bonnard (1942)
- Malombra, regia di Mario Soldati (1942)
- Daniele Cortis, regia di Mario Soldati (1947)
- I miserabili, regia di Riccardo Freda (1948)
- Il ladro di Venezia, regia di John Brahm (1949)
- L'edera, regia di Augusto Genina (1950)
- Core 'ngrato, regia di Guido Brignone (1951)
- Una croce senza nome, regia di Tullio Covaz (1952)
- L'età dell'amore, regia di Lionello De Felice (1953)
- La cavallina storna, regia di Giulio Morelli (1953)
- Il padrone delle ferriere, regia di Anton Giulio Majano (1959)
- Policarpo, ufficiale di scrittura, regia di Mario Soldati (1959)
- I giganti della Tessaglia (Gli Argonauti), regia di Riccardo Freda (1960)

### Televisione
- Capitan Fracassa, regia di Anton Giulio Majano (1958)
- Mont Oriol, regia di Claudio Fino (1958)
- Leocadia, regia di Mario Ferrero (1958)
- Umiliati e offesi, regia di Vittorio Cottafavi (1958)
- L'isola del tesoro, regia di Anton Giulio Majano (1959)
- I masnadieri, di Friedrich Schiller, regia di Anton Giulio Majano, 2 ottobre 1959.
- Ottocento, regia di Anton Giulio Majano (1959)
- La Pisana, regia di Giacomo Vaccari (1960)
- Il caso Maurizius, regia di Anton Giulio Majano (1961)
- Giallo club. Invito al poliziesco, terzo episodio della quarta serie, Partita a tre (1961) di Stefano De Stefani
- Il mulino del Po, regia di Sandro Bolchi (1963)
- I miserabili, regia di Sandro Bolchi (1964)

## Doppiatori
- Amilcare Pettinelli in I miserabili